# Saint-Martin-lez-Tatinghem
Saint-Martin-lez-Tatinghem ist eine französische Gemeinde mit 5.863 Einwohnern (Stand: 1. Januar 2022). Sie gehört zur Region Hauts-de-France, zum Département Nord, zum Arrondissement Saint-Omer und zum Kanton Saint-Omer. 
Zum 1. Januar 2016 wurden Saint-Martin-au-Laërt und Tatinghem zur neuen Gemeinde (commune nouvelle) Saint-Martin-lez-Tatinghem vereinigt.

## Geographie
Saint-Martin-lez-Tatinghem liegt etwa drei Kilometer westlich von Saint-Omer und grenzt an Salperwick im Norden, Saint-Omer im Osten, Longuenesse im Südosten und Süden, Wisques im Südwesten, Leulinghem im Südwesten und Westen sowie Zudausques im Westen. Die Gemeinde ist Teil des Regionalen Naturparks Caps et Marais d’Opale.

## Gliederung
| Ortsteil                                   | ehemaliger INSEE-Code | Fläche (km²) | Einwohnerzahl (2018) |
| ------------------------------------------ | --------------------- | ------------ | -------------------- |
| Saint-Martin-au-Laërt (Verwaltungssitz)000 | 62757                 | 4,94         | 4077                 |
| Tatinghem                                  | 62807                 | 5,60         | 1837                 |

## Sehenswürdigkeiten
- Kirche Saint-Martin in Saint-Martin-au-Laërt
- Kirche Saint-Jacques in Tatinghem
- Mühle

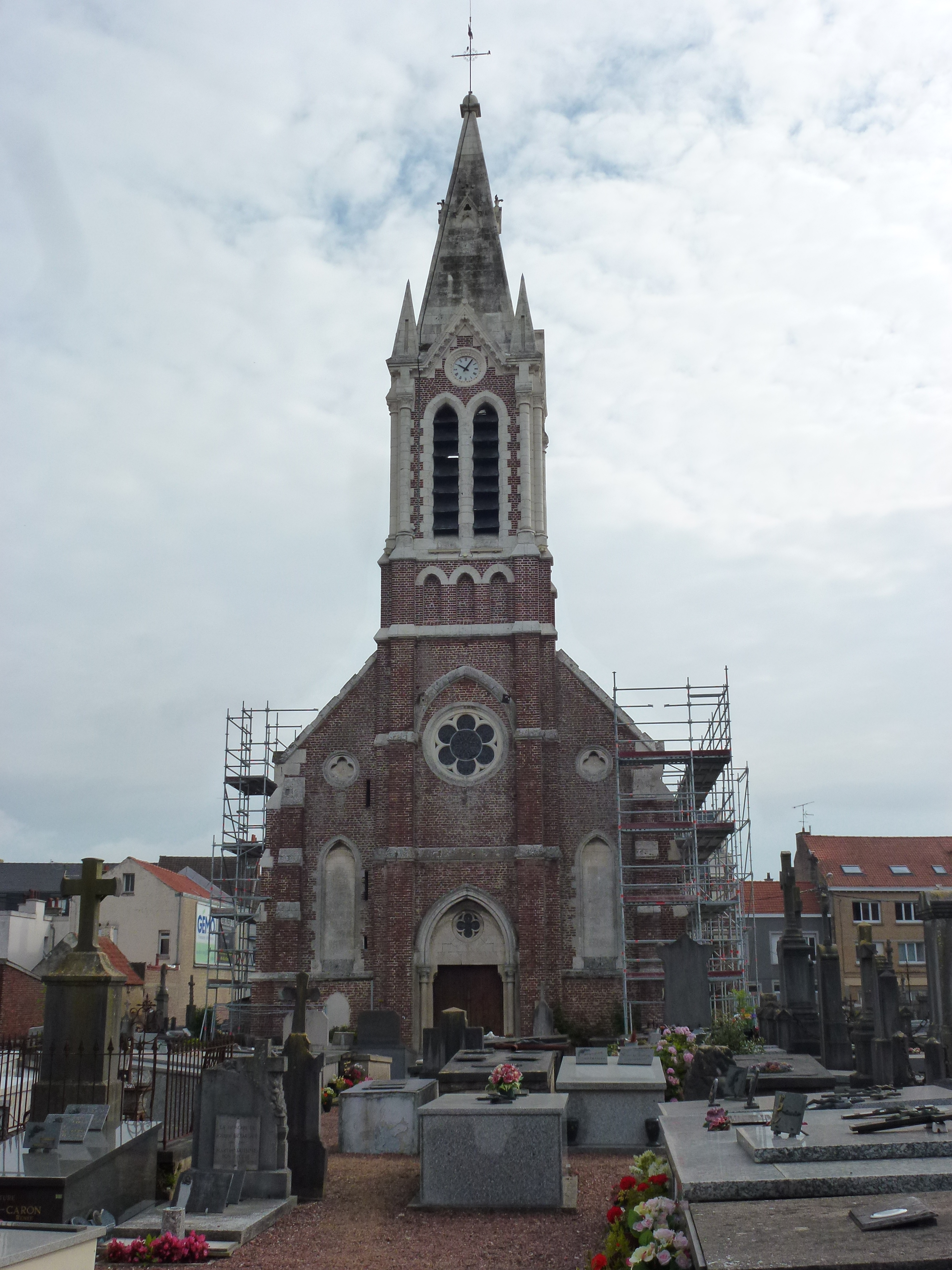
Kirche Saint-Martin
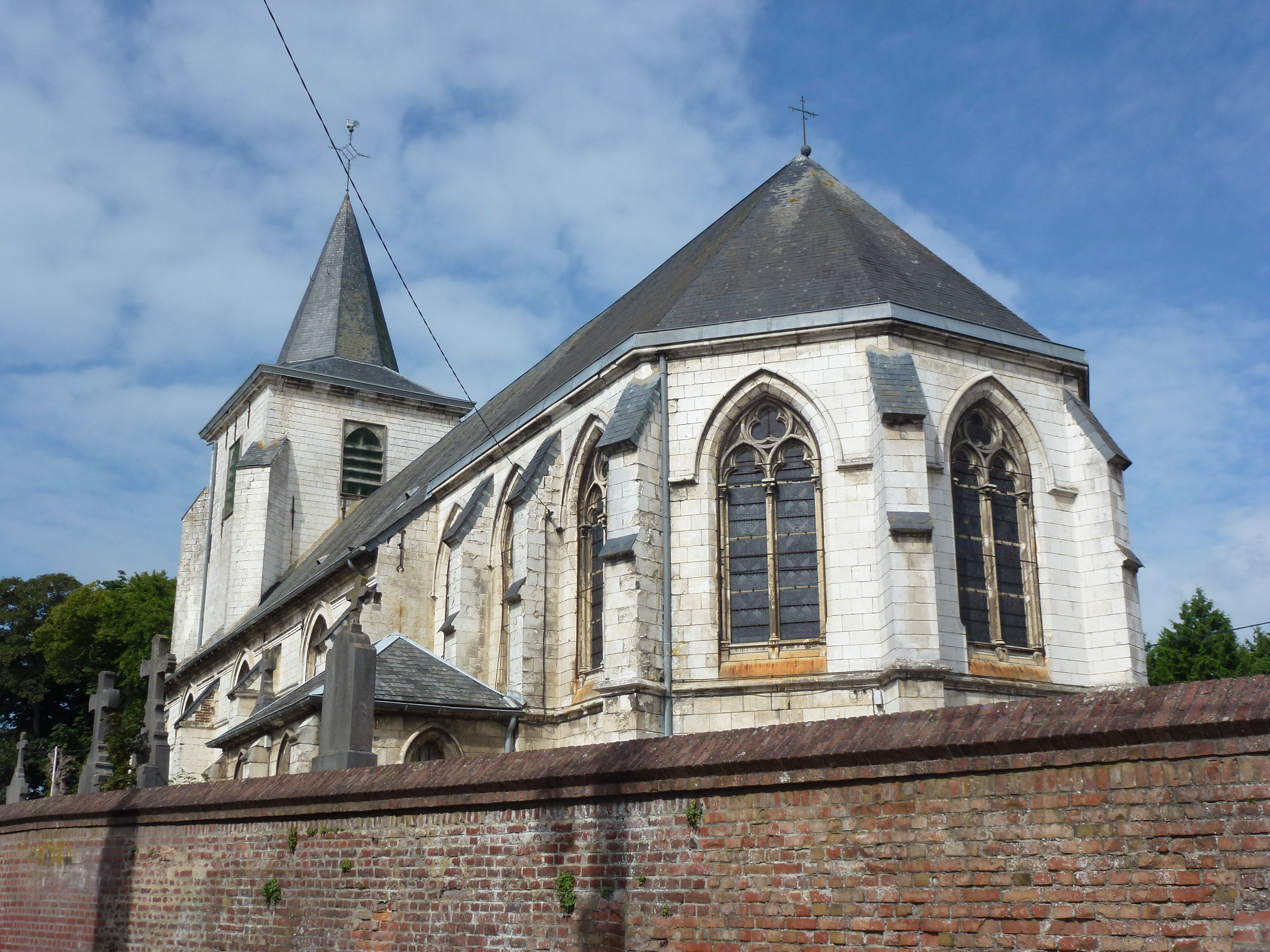
Kirche Saint-Jacques
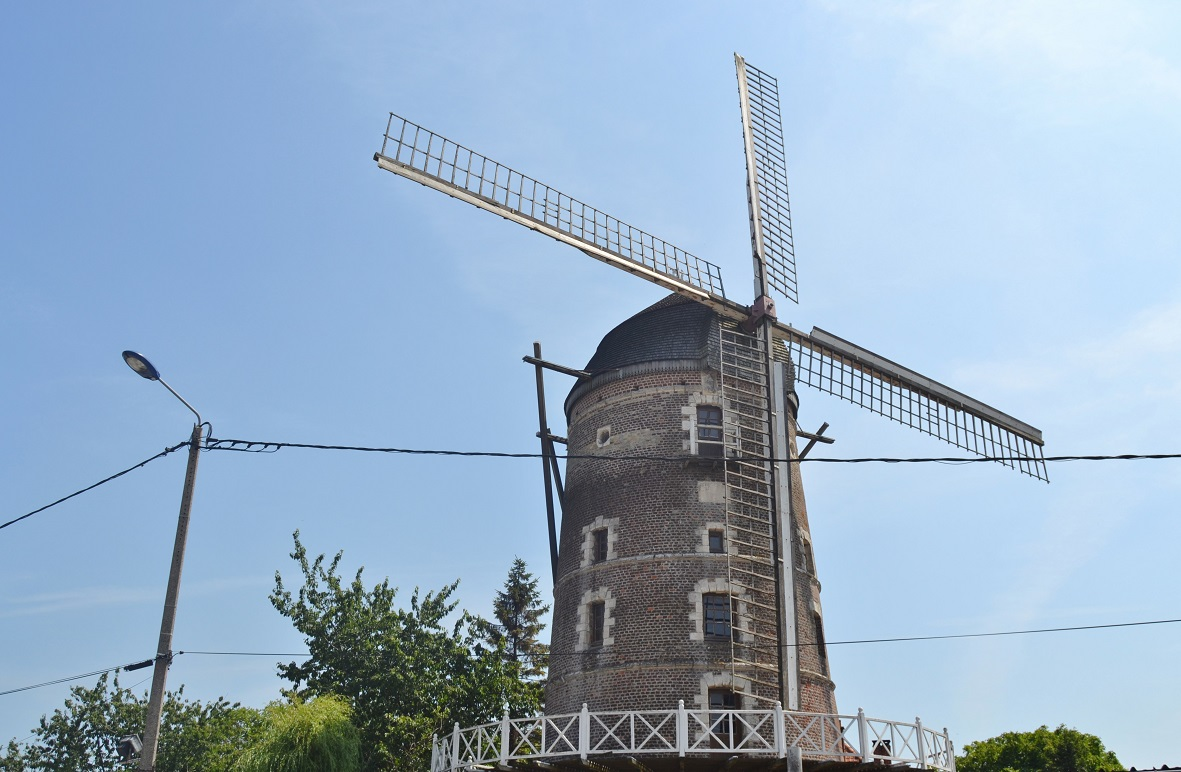
Mühle